# Nando Coletti
Ferdinando Coletti, noto come Nando Coletti (Treviso, 26 agosto 1907 – Treviso, 17 giugno 1979), è stato un pittore, incisore e litografo italiano.
È considerato uno dei maggiori esponenti post-impressionisti della cultura veneta, con epicentro Treviso che nel ‘900 ha vissuto un periodo di splendore culturale che lo stesso Dino Buzzati ha cristallizzato nella definizione “Treviso, la piccola Atene”.
Per la sua versatilità, Nando Coletti viene spesso identificato come artista trevigiano, veneziano, triestino e cadorino per l’impatto culturale che ha avuto in questi territori.

## Biografia

### Giovinezza
Nando Coletti nasce il 26 agosto 1907 a Treviso, nei pressi di Porta Frà Giocondo, da padre cadorino, Giacomo Ennio Coletti, e da madre ungherese, Vittoria Hartferich. Il padre, giunto a Treviso alla fine del 1800 dal nativo Tai di Cadore, esercitò con successo il commercio, ma senza mai dimenticare le sue origini e tornando periodicamente nella casa di famiglia. La madre Vittoria, ungherese, aveva seguito la famiglia per via del lavoro del padre, famoso allevatore di cavalli da corsa, chiamato a Treviso dal barone Franchetti.
Con lo scoppio della Prima Guerra Mondiale, mentre costeggiavano in fuga il fiume Piave il giovane Coletti rimane impressionato dalla crudezza delle storie di guerra, in particolare quelle relative a Caporetto, e dai ricordi del lampeggiare dei colpi di cannone dal Monte Grappa al Montello mentre costeggiavano il fiume Piave in fuga. Ripararono nelle vicinanze di Parma dove attesero la fine del conflitto, mentre il padre prestava servizio militare come autiere.

### Gli esordi
La vocazione alla pittura di Coletti non è stata folgorante, bensì qualcosa di lento e profondo. Il padre, nonostante avesse instradato il figlio a proseguire la sua stessa carriere, era un grande appassionato di musica e lo portava sovente ad assistere a concerti e a vedere mostre, che formarono la sua passione. Dopo il conseguimento del diploma alle scuole tecniche, il padre, prima di inserirlo nella ditta di famiglia, lo impiegò presso gli uffici dei Molini Rosada. In quegli uffici bui iniziò ad avere problemi con la vista, accentuando una forte miopia.
Il padre, che assecondò lo spirito artistico, lo indirizzò per alcune lezioni da un vecchio pittore ottocentista, Giuseppe Pavan Beninato, che fin da subito, però, era stato poco incoraggiante. Il maestro usava dirgli: “vedelo mi go poco da insegnarle - ed avvicinandosi ad una finestra ed indicando con la mano fuori - xe dal vero che lu gavarà da imparar” ("vede ho poco da insegnarle è guardando la realtà che avrà da imparare"). Una lezione importante, però, fu quella di mettere ordine nella tavolozza “la deve essere come una tastiera”, raccomandava Pavan Beniato. In quanto a profondità, l’insegnamento non andava più in là dei canoni ammuffiti del manierismo ottocentesco. I “maestri” erano, semmai, quelli dell’Accademia veneziana: Beppe ed Emma Ciardi, Nono, Milesi, Laurenti, Brass, ecc.
Dopo i primi tentativi con la tecnica dell’acquerello, soltanto nel 1927/28 cominciò ad avere dimestichezza con la pittura ad olio. Il 20 ottobre 1929 alla VIII Mostra d’Arte trevigiana esordì con un'opera di impianto ottocentesco intitolata “ Rustico”. Nel 1935 inizia a frequentare Burano dove dipinge il suo celebre “Campanile di Mazzorbo” e stringe solida amicizia con Pio Semeghini, Fioravante Seibezzi, Juti Ravenna, Carlo Dalla Zorza, Aldo Bergamini, Neno Mori, Luigi Scarpa-Croce e Mario Vellani Marchi. Da allora inizia timidamente a partecipare a varie mostre, tra le quali l’esposizione presso L’Opera Bevilacqua La Masa di Ca’ Pesaro.
Il 1939 fu un anno di svolta nella vita artistica di Coletti. Importante fu la premiazione al I° Premio Bergamo, questo sorto in coraggioso antagonismo al regime fascista, che aveva il suo riferimento artistico nel Premio Cremona. Dopo il primo premio, assegnato al pittore Pio Semeghini ed il secondo premio a Filippo De Pisis, il terzo fu suddiviso ex aequo fra i giovani pittori, in ordine Coletti, Caporossi, Galvano, Verzetti e Martin.
In primavera si sposa con Anna Scarpa di Motta di Livenza, nota famiglia discendente del celebre anatomico Antonio Scarpa illustre medico e scienziato del 1800.
Nel settembre dello stesso anno scoppia la Seconda Guerra Mondiale ed inizia un lungo periodo molto travagliato. Coletti, a causa dei problemi di vista, viene riformato al servizio militare, ma è costretto a lavorare come impiegato civile dello stato presso la Prefettura di Treviso, diventando Capo Divisione all’Ufficio Controllo Formaggi e Grassi. Questa qualifica lo obbligò ad aderire nel 1943, dopo molte resistenze e controvoglia, pena il licenziamento, al partito Fascista. Come rappresaglia a questo obbligo, il Coletti, visto il ruolo che ricopriva, falsificava i registri di approvvigionamento e riuscendo a ridistribuire alcune derrate tra i bisognosi di Treviso e i partigiani.
La famiglia risiedeva in una villa della periferia sud di Treviso, nei pressi della stazione ferroviaria, e nascono i figli nel 1940 e 1941. All’inizio del 1943, a causa dell’aumentato pericolo di bombardamenti, si trasferisce con la famiglia a Motta di Livenza, dove nasce il terzo figlio nel 1944. Nel dicembre dello stesso anno, a causa di frequenti bombardamenti, la famiglia trova riparo presso la villa Giustiniani di Portobuffolé, vicino ad Oderzo, ove resterà fino alla fine della guerra.
Il 7 Aprile 1944, però, resterà indelebile in Coletti. Per il suo lavoro era in centro a Treviso, quando avvenne l’inferno del devastante bombardamento, che distruggerà la casa familiare nei pressi della stazione, in quanto lo snodo ferroviario era l’obiettivo degli alleati. Anche in questi anni bui e difficili, la pittura è sempre una compagna fedele, come dimostra tutta una serie di piccoli quadretti della Treviso bombardata, regalati dallo stesso artista al Museo Civico Bailo, quale memoria del tragico evento.

### L’influenza di Gino Rossi
Altro momento importante della sua vita fu quando, nel 1940, andò a trovare in manicomio il pittore Gino Rossi, che da diversi decenni era ricoverato in vari istituti. Coletti, scrive il giornalista Paolo Rizzi, rimase impressionato dalla nobiltà di quella figura, pur degradata e sconvolta dal vento della follia. “Era una persona civilissima – raccontava (Coletti) con accenni commossi – che portava nei tratti una nobiltà antica. Parlavamo a lungo assieme, pareva un uomo normale… ed ecco che all’improvviso sgranava. Gli portavo arance, uova, cibo, di cui aveva tanto bisogno. Un giorno gli portai anche una scatola di colori. Ma Lui non la toccò nemmeno. Girava sempre con una cartella sottobraccio. Una volta mi disse di andare a Venezia per prendergli dei pennelli da un metro e settantacinque, giù al ponte delle Guglie… Erano momenti penosi. Aveva dei lampi di lucidità, che mi parevano angosciosi: poi si chiudeva in se stesso. C’era in lui quasi il terrore della pittura: un amore struggente ed un terrore che lo annichiliva.”
Coletti voleva far qualcosa per Gino Rossi, di cui percepiva la grandezza. Voleva, quanto meno, farlo passare al reparto dozzinanti, per toglierlo dalla condizione bestiale in cui viveva. Ci riuscì, allorché fu nominato, dal Tribunale, tutore di Rossi, assieme a Bepi Mazzotti e lo scrittore Giovanni Comisso. I tre amici si diedero da fare per allestire una mostra nel ‘43, allo scopo di raccogliere fondi. Alla mostra aderirono artisti ben noti, come Morandi, De Pisis, Cadorin, Carrà, e Saetti tra gli altri. Con la pietà per l’uomo nacque, sempre più, l’ammirazione per la sua pittura, che si trasformò, per Coletti, in vera e propria influenza stilistica.
“Vi è una vaga eco del sintetismo di Rossi nei pittori trevigiani, se non altro per una propensione verso alcune tonalità azzurro/violacee e per il gusto dell’astrazione decorativa del paesaggio” continua il Rizzi “tra il ’45 ed il ’50, Coletti sentì prepotente il richiamo del colore acceso, quasi irreale, di Gino Rossi. Specie dopo la morte, avvenuta nel 1947 e la successiva grande retrospettiva nella prima Biennale del dopoguerra (1948), la pittura di Coletti fu permeata dalla lezione di Gino Rossi.”

### Burano e Trieste
Nel 1946 partecipa alla prestigiosa esposizione del Premio Burano. Per il riconoscimento del suo stile e del suo valore artistico, Coletti viene annoverato tra i maestri della Scuola di Burano, che aveva visto tra i suoi esponenti Semeghini, Gino Rossi e lo scultore Arturo Martini.
Nel dopoguerra inizia un nuovo lavoro presso la Centrale del Latte di Trieste, città a quel tempo sotto il controllo degli angloamericani, dove si inserì pienamente nell’ambiente artistico, intessendo contatti con Devetta, Mascherini ed altri artisti. Questo senza lasciare perdere però i contatti sia con l’ambiente artistico trevigiano, che con quello cadorino. Da ricordare il suo contributo, nell’immediato dopoguerra, al Circolo Culturale “La Rossignona”, al Circolo Culturale “Piero Gobbetti” e, soprattutto,  al Circolo Artistico Trevigiano, di cui fu il primo presidente.
A Trieste, città rimasta priva di gallerie d’arte, assieme agli artisti Mascherini, Guacci, Devetta, Daneo e Celiberti fondò la galleria d’arte “La Bora” che operò per diversi anni prima di essere ceduta.
Ebbe stretti contatti con tutti gli artisti della sua terra, e un posto speciale era riservato allo scultore Carlo Conte, di cui gli amici ricordavano le loro memorabili baruffe e riappacificazioni. Altro stretto legame fu con Fiorenzo Tomea, col quale trascorreva, negli anni 50, dei periodi, in autunno, a Zoppé di Cadore, dipingendo assieme, il che tra artisti, di solito gelosi del loro mestiere, è indizio di grande stima ed amicizia.

### Maturità artistica
Con la rinascita del dopoguerra, si intensifica la partecipazione di Coletti a manifestazioni e concorsi di pittura, con anche il riconoscimento esposizioni personali presso varie gallerie e città. La prima mostra personale di tale periodo è del 1954, presso la Libreria Canova di Treviso, a cura del Circolo della Stampa.
La vita sia lavorativa che artistica subisce un brusco arresto nel settembre 1965 allorché, a seguito del distacco della retina, deve essere operato in clinica a Padova. Dopo tre mesi di ricovero l’operazione non ha esito positivo, rimane con un solo occhio e molto debilitato.
Mesi dopo, faticosamente, riprende in mano i pennelli, ricomincia a dipingere anche spinto da amici come Comisso, che gli inviava poesie di incitamento. Malgrado le ridotte capacita visive, è di sommo aiuto l’ordine della tavolozza imparato da Pavan Beninato agli inizi della sua formazione, che lo portava a dipingere quasi a memoria.

### Ritorno a Treviso
Nel Novembre del 1967, a seguito dell’alluvione di Motta di Livenza, dopo due decenni, ritorna con la famiglia ad abitare a Treviso. Presso il suo studio di Viale Cairoli, si viene a formare un nutrito gruppo di amici e artisti che lì si raduna, specialmente il sabato e alla domenica, per discutere e soprattutto per uscire a dipingere lungo il Sile, nell’asolano, o nel Montello. Questo gruppo assiduo e fedele era formato, in primis, dal pittore Bepi Zavan, dall'Arch. Roberto Fontana, da Alfredo Zago, da Cappeller e dalla signorina Quaglia. A questi si aggiungeva l’editore Fausto Zoppelli, l’ing. Agostani ed il cav. Secco. Quasi ogni sera, poi, il termine della giornata era segnato dalla visita dell’avvocato Nino Maestrello, che dopo l’attività dello studio legale passava per le “ciacole” serali. Qui la sua vita artistica ha una notevole accelerazione, moltiplicandosi i riconoscimenti, gli omaggi e le mostre personali, con riscontro di gradimento da parte del pubblico. Viene data alle stampe, dalla Casa Editrice Canova di Treviso, una prima monografia a cura del fraterno amico Bepi Mazzotti, seguita nel 1973 da una seconda monografia a cura di Paolo Rizzi. Nel 1978 si tiene una importante esposizione antologica a Villa Contarini Simes di Piazzola sul Brenta, sunto di una carriera piena e libera.
Dopo un anno difficile sotto l’aspetto fisico, ma continuando a dipingere fino agli ultimi giorni, muore a Treviso il 17 giugno 1979, lasciando un segno indelebile nella vita culturale cittadina e venendo riconosciuto come uno dei maggiori esponenti di quel vivido periodo culturale che ha visto Treviso come protagonista.

## Analisi pittorica
“…Il suo paesaggio si è illimpidito sempre di più, senza perdere un primordiale legame con la realtà, per divenire visione aerea, quasi sospesa in una reminiscenza della fantasia, sullo spunto di alcuni temi offerti dalla natura: la campagna trevigiana, alberi, case, distese di prati, profili di colli. Coletti dà un mirabile esempio di interpretazione ad una serie di temi che sono divenuti oggetto di instancabile meditazione, stimolata di continuo dal sottofondo lirico ed emotivo ben individuabile nell’artista…”
Guido Perocco, critico d’arte e direttore di Ca’ Pesaro
“…Nell’opera sua si riscontra anche una componente buranella. Case, orti e canali di Burano, in attesa del sole o del temporale, come le alte cime pazienti, sotto grigie nuvole. Tristezza dei monti, dolce malinconia della pianura, sparsa di alberi e di case, ma pretesti per note di colore in un’atmosfera soffice… Il fatto è che il motivo (o, più banalmente, il “soggetto”) è un puro pretesto per l’artista… Quello che importa per un pittore è la luce; e le case e i pioppi di Nando Coletti, con la loro quasi schematica ripetizione, con la loro costante aspirazione al cielo, sono tutti avvolti da una fervida luce: non materia, non fisiche forme, ma espressione di luce essi stessi …”
Giuseppe Mazzotti, critico d’arte e scrittore
“… Un mondo tutto suo, quello di Coletti: un mondo autenticamente veneto… Non è facile individuare le matrici stilistiche di Coletti: occorrerebbe tutto un lavoro di recupero della pittura trevigiana degli anni tra le due guerre… Certo è che Coletti emergerebbe assieme ai più anziani compagni di strada. C’è comunque in Coletti una propensione all’interpretazione fantastica della natura: ciò che lo porta a talune stilizzazioni che potrebbero risalire al gusto liberty (si badi: non neoliberty) nutrito di suggestioni simboliche …”
Paolo Rizzi, giornalista
“… Ammirare i suoi quadri è come affacciarsi da finestre diverse su campagne molli e variegate, umide di verdure e solenni di alberi che lacerano un cielo intenso, annunciatore di grande luci, di rinnovati incanti; oppure su montagne, su declivi che lasciano vedere dentro le quinte verdeggianti e ocrate messaggi di paesaggi raccolti, tocchi bianchi, rossi, gialli, azzurri, sapienti tocchi come di una musica pizzicata, che scioglie un canto e prelude una cascata di note allegre, scintillanti. Così è Nando Coletti: canta con libertà assoluta, con proprietà incontrastata …”
Adriano Màdaro, giornalista

## Esposizioni
1929 – Prima esposizione alla Mostra d’Arte Trevigiana, con l’opera intitolata “Rustico”.
1936 – Mostra Bevilacqua La Masa, Venezia.
1937 – Mostra Bevilacqua La Masa, Venezia
1939 – Premio Bergamo, Bergamo. Si classifica terzo alle spalle di Semeghini (primo) e De Pisis (secondo).
1939 – Mostra Bevilacqua La Masa.
1939 – Mostra Artisti Veneti, Padova.
1942 – Biennale Internazionale d’Arte, Venezia.
1942 – Biennale d’Arte Verona.
1943 – Quadriennale d’Arte Nazionale, Roma.
1943 – Mostra Bevilacqua La Masa, Venezia.
1943 – Secondo Premio Verona, Verona.
1946 – Partecipa alla Mostra del Premio Burano, Burano.
1948 – Biennale d’Arte, Venezia.
1948 – Premio Michetti, Francavilla al Mare.
1948 – Mostra d’Aprile Milanese, Milano.
1949 – Mostra d’Arte Triveneta, Trieste.
1950 – Biennale Internazionale d’Arte, Venezia.
1951 – Quadriennale d’Arte Nazionale, Roma.
1951 – Mostra Premio Burano, Burano.
1951 – Biennale d’Arte Triveneta, Padova.
1953 – Mostra d’Arte Provinciale, Treviso.
1953 – Biennale d’Arte Triveneta, Padova.
1953 – Mostra del Premio Burano, Burano.
1953 – Premio La Spezia, La Spezia.
1953 – Premio Città di Monza, Monza.
1953 – Premio Marzotto, Valdagno, Roma, Milano.
1954 – Mostra d’Arte Provinciale, Treviso.
1954 – Mostra Artisti Triestini, Vienna.
1955 – Biennale d’Arte Triveneta, Padova.
1955 – Premiato alla Mostra Paesaggio Asolano, Asolo.
1956 – Premio Bergamo, Bergamo.
1956 – Mostra d’Arte Provinciale, Treviso.
1956 – Quadriennale Nazionale, Roma.
1956 – Mostra del Premio Burano, Burano.
1957 – Biennale d’Arte Triveneta, Padova.
1958 – Mostra d’Arte Provinciale, Treviso.
1959 – Biennale d’Arte Triveneta, Padova.
1959 – Cinquanta Pittori Italiani Figurativi, Taranto.
1959 – Pittura Italiana, Galleria Montanari, Ferrara.
1960 – Premio Extemporaneo Riviera del Conero, Ancona.
Esposizione Artisti Trevigiani, Orleans (Francia).
1961 – Premio Giorgione-Poussin, Castelfranco Veneto.
1961 – Biennale d’Arte Triveneta, Padova.
1962 – Premio Suzzara, Suzzara
1962 – Mostra Nazionale d’Arte, Cagliari.
1963 – Biennale d’Arte Triveneta, Padova.
1964 – Mostra d’Arte Provinciale, Treviso.
1964 – Premio Terni, Terni.
1965 – Quadriennale d’Arte Nazionale, Roma.
1965 – Biennale d’Arte Triveneta, Padova.
1966 – Mostra Scuola di Burano, Venezia.
1966 – Artisti Italiani Contemporanei, Galleria La Palette bleu, Parigi (Francia).
1967 – Biennale d’Arte Triveneta, Padova.
1968 – Pittori Italiani Contemporanei in Jugoslavia, Galleria d’Arte Moderna, Dubrovnik (Jugoslavia).
1969 – Mostra Collettiva Pittori Trevigiani, Pistoia.
1970 – Mostra Nazionale di Grafica “Italia Bianco e Nero”, Arezzo.
1970 – Prima Rassegna di Arti Figurative, Jesolo.
1970 – Mostra d’Arte Contemporanea Ca’ Giustinian, Venezia.
1971 – Rassegna Pittura Veneta, Jesolo.
1972 – Premio Burano, Burano.
1973 – Mostra Antologica, Museo Civico Ca’ da Noal, Treviso.
1973 – Mostra Antologica, Museo della Magnifica Comunità di Cadore, Pieve di Cadore.
1974 – Mostra Antologica, Museo d’Arte San Vidale, Venezia.
1976 – Mostra Antologica, Museo Civico di Belluno, Belluno.
1976 – Mostra Antologica, Palazzo La Loggia, Comune di Motta.
1977 – Mostra Antologica, Centro iniziative culturali Zanussi, Galleria Sagittaria, Pordenone.
1978 – Mostra Antologica, Villa Contarini Simes, Piazzola sul Brenta.
1979 – Il 17 giugno muore a Treviso.
1980 – Mostra Retrospettiva, Palazzo dei Vescovi, Belluno.
1982 – Mostra Retrospettiva, Circolo artistico Provinciale Sala E. De Luca, Belluno.
1986 – Mostra Retrospettiva Pio Solero e Nando Coletti, Palazzo Magnifica Comunità di Cadore, Pieve di Cadore.
1989 – Mostra Retrospettiva, Palazzo della Loggia, Comune di Motta di Livenza.
1990 – Mostra Retrospettiva, Casa dei Carraresi Fondazione Cassamarca, Treviso.
1999 – Paesaggi cadorini, Magnifico Comune di Pieve di Cadore Sala pubblica, Tai di Cadore.
2015 – Nando Coletti dal 1930 al 1960, Museo Civico Ca’ da Noal Casa Robegan, Treviso.
Nando Coletti ha partecipato a circa 160 mostre collettive ed esposizioni nazionali ed oltre confine, oltre a circa 60 mostre personali e antologiche. Sue opere si trovano alla Galleria Internazionale d’Arte Moderna “Ca’ Pesaro” di Venezia, alla Galleria d’Arte Moderna di Milano, al Museo Civico “L. Bailo” di Treviso, al Gabinetto della Stampa presso l’Università di Pisa, al Comune di Treviso, al Comune di Venezia, alla Civica Galleria di Portogruaro, al Museo Civico di Pordenone, alla Provincia di Treviso, alla Provincia di Venezia, alla Magnifica Comunità Cadorina, al Museo Civico di Belluno, alla Galleria Civica di Arte medievale, moderna e contemporanea di Vittorio Veneto ed in altre numerose collezioni pubbliche e private.